# Gaute
Gaute (em nominativo nórdico antigo: Gautr; variantes: Gauti, Gautatýr, Gapt; em inglês antigo: Geat ou Geata) é um antigo nome germânico, oriundo do proto-germânico Gautaz, que representa um deus tribal e epônimo de várias tribos germânicas da Escandinávia: gautas (*Gautoz), godos (*Gutaniz) e gutas. Gautr é também um dos nomes edaicos de Odim. Segundo Thorsten Andersson (1996), *Gautoz e *Gutaniz são dois graus de apofonia da raiz proto-germânica geut- com o significado de "derramar" designando as tribos como "derramadoras de metal" ou "forjadores de homens". A etimologia de "vazamento" associa o nome com a palavra deus (*gudan, "deidade, ídolo"), que pode ser derivada do grau zero da mesma raiz.

## Nomes tribais
Os nomes geatas, gotos e gotas são nomes tribais intimamente relacionados: o primeiro originou-se do proto-germânico *Gautoz, enquanto os últimos dois de *Gutaniz. Jordanes em sua Gética (ca. 551) traça a linhagem dos Amelungos até Hulmul, dito filho de Gaute, o alegadamente primeiro herói gótico registrado. A Saga dos Gutas (ca. 1300), que lida com a história de Gotlândia antes de sua cristianização, começa com Tjálfi e seu filho Hafti, que teve três filhos (Graipr, Guti e Grufjaun), que eram os ancestrais dos gutas (originalmente de uso comum para os godos).
O cronista alemão João Aventino (ca. 1525) relatou que, durante o reinado de Ninrode em Babel, certo Godo (em latim: Gothus) integrou os 20 duques que acompanharam Tuisto para a Europa e assentaram-se na Gotalândia como feudo pessoal.[carece de fontes?] O sueco João Magno, em torno da mesma época de Aventino, escreveu que Godo ou Getar, também conhecido como Gogue (chamado Gogo), era um dos filhos de Magogue (chamado Magogo) que tornou-se o primeiro rei dos godos (geatas) na Gotalândia. Magno separadamente listou Gapto (em latim: Gaptus) como filho e sucessor de Berigo, o primeiro rei dos godos ao sul do mar Báltico.

## Teonímia
O nome Gautr aparece como um dos nomes de Odim na mitologia nórdica, mas também como uma forma alternativa do nome Gauti, que era um dos filhos de Odim e o fundador do Reino dos Geatas, a Gotalândia (Gautlândia/Geatalândia), na Bósa saga ok Herrauðs (ca. 1300). Esse Gautr/Gauti também aparece como o pai do recorrente, porém não datável, rei geata Gautrekr daquela saga, e várias outras sagas produzidas entre 1225 e 1310.

## Genealogias reais anglo-saxãs
Algumas versões da linhagem real de Wessex adiciona nomes antes de Woden (Odim), objetivamente fornecendo a ancestralidade de Odim, embora os nomes agora são geralmente pensados como sendo de fato outra linhagem real que foi de alguma forma erroneamente colada sobre a genealogia padrão. Algumas destas genealogias terminam em Geata, quem é razoavelmente pensado como sendo Gaute, enquanto outras continuam com Tatwa, pai de Geata, e mesmo além. Na Vida de Alfredo (893), João Asser afirma que os pagãos professaram esse Geata por muito tempo como deus, citando um verso desdenhoso atribuído a Célio Sedúlio (século V). O poema do século X Deor brevemente menciona Geata e sua esposa Matilda (Maethehilde). O registro da História dos Bretões (ca. 835; geralmente atribuído a Nênio) diz que Geata foi considerado o filho de um deus pelos pagãos da Inglaterra.